# Walter Meeuws
Walter Meeuws (* 11. července 1951, Gierle, Belgie) je bývalý belgický fotbalový obránce a reprezentant a později trenér.
Účastník EURA 1980 a Mistrovství světa 1982.
Mimo Belgii hrál v nizozemském Ajaxu Amsterdam.

## Klubová kariéra
- KRC Mechelen 1970–1972
- K. Beerschot VAC 1972–1978
- Club Brugge KV 1978–1981
- Standard Liège 1981–1984
- AFC Ajax 1984–1985
- KV Mechelen 1985–1987

## Reprezentační kariéra
Meeuws odehrál jeden zápas za belgickou jedenadvacítku, bylo to 1. 6. 1977 proti Bulharsku (prohra 0:1).
V belgickém reprezentačním A-mužstvu debutoval 26. 1. 1977 v přátelském utkání v Římě proti domácímu týmu Itálie (prohra 1:2).
S reprezentací se zúčastnil Mistrovství Evropy v roce 1980 v Itálii, kde Belgie obsadila po prohře 1:2 se Západním Německem druhé místo.
Hrál i na Mistrovství světa 1982 ve Španělsku, kde odehrál všechny 4 zápasy belgického týmu na šampionátu.
Celkem odehrál v letech 1977–1984 za belgický národní tým 46 zápasů, branku nevstřelil.